# Marta Sibina i Camps
Marta Sibina i Camps (Breda, la Selva, 15 de maig de 1973) és una activista i infermera quirúrgica catalana. Com a activista, és fundadora i editora de la revista Cafè amb llet.
És diplomada universitària en Infermeria i ha realitzat els postgraus en Infermeria Quirúrgica i Infermeria Gerontològica. Ha treballat a l'Hospital General de Granollers com a infermera.
És fundadora i editora, amb Albano Dante Fachin, amb qui forma parella, de la revista Cafè amb llet, on destaca per la seva denúncia de l'opacitat sanitària. Es va implicar activament a Procés Constituent i també va formar part d'algunes àrees de treball en el procés de gestació de Barcelona en Comú. De cara a les eleccions generals espanyoles de 2015 fou la número dos de la confluència d'esquerres En Comú Podem, que agrupa Iniciativa per Catalunya Verds, Esquerra Unida i Alternativa, Barcelona en Comú i Podem i resultà elegida diputada. A les eleccions generals espanyoles de 2016 fou elegida altra vegada, aquesta vegada per la província de Girona.
Posteriorment es mostrà crítica amb la coalició i abandonà el partit. Fundà Som Alternativa, que es presentà a les primeres eleccions generals espanyoles de 2019 amb el Front Republicà.
Al juliol de 2019 es va incorporar al Consell per a la República. A finals del 2019 va fundar, juntament amb Albano Dante Fachin, la plataforma Octuvre, amb més de 11.000.000 de visualitzacions i més de 68.000 subscriptors, amb la missió de fer front al «monopoli informatiu» i a la «manipulació» que considera que fomenten els mitjans de comunicació de masses.

## Obra publicada
- 2013 Artur Mas: On són els meus diners? amb Albano Dante Fachin. Pròleg: Teresa Forcades i Àngels Martínez Castells. Revista Cafè amb llet.[10]
- 2014 Conversación entre Alberto San Juan y Cafèambllet amb Albano Dante Fachin. Icaria.[11]